# Piyang-Grotten
Die Piyang-Grotten (皮央石窟群,  Piyang shiku qun, englisch Piyang Grottoes) liegen 40 km nördlich von Zanda  (札达县,  Zhada), Ngari (Ali), Tibet, China. Sie stellen einen nach dem Dorf Piyang benannten, aus über 1000 Höhlen bestehenden Komplex eines buddhistischen Höhlenklosters dar, der erst in den letzten Jahren wiederentdeckt wurde.
In ihrer Nähe befindet sich die Anlage der nach dem Dorf Donggar benannten, aus über 200 Höhlen bestehenden Donggar-Ruinen (chinesisch 东嘎遗址, Pinyin Dongga yizhi, englisch Donggar Ruins / Donggar Grottoes). Die beiden Höhlenkomplexe – die oft zusammen als die Grotten von Donggar und Piyang (东嘎皮央石窟,  Dongga Piyang shiku, englisch Donggar Piyang Grottoes) bezeichnet werden – sind die größten bisher entdeckten buddhistischen Grotten in Tibet und liefern wertvolles Material für die Erforschung der Geschichte der Guge-Dynastie.